# 장생
장생(長生)이란 바둑 용어중 하나로, 사활에서 같은 형태가 반복되는 특수한 형태를 일컫는다. 실전에서는, 흑백 양쪽이 서로 물러나 주지 않을 경우 규칙에 따라 무승부로 처리된다. 아래의 형태가 장생의 대표적인 경우이다. 장생은 불행의 상징 삼패와 대비되어 행운을 상징하며, 바둑을 두는 모든 사람의 건강을 가져다준다는 속설이 있다.

## 장생의 예
|  |  |  |  |  |  |  |  |  |
|  |  |  |  |  |  |  |  |  |
|  |  |  |  |  |  |  |  |  |
|  |  |  |  |  |  |  |  |  |
|  |  |  |  |  |  |  |  |  |
|  |  |  |  |  |  |  |  |  |
|  |  |  |  |  |  |  |  |  |
|  |  |  |  |  |  |  |  |  |
|  |  |  |  |  |  |  |  |  |

흑돌이 백돌에 고립되어 죽어가는 모양이다. 흑은 살아나기 위해 a에 두어서 백△를 잡고 싶지만 백이 흑의 약점이자 급소인 b에 응수하면 오궁도화에 걸리고 만다.
|  |  |  |  |  |  |  |  |  |
|  |  |  |  |  |  |  |  |  |
|  |  |  |  |  |  |  |  |  |
|  |  |  |  |  |  |  |  |  |
|  |  |  |  |  |  |  |  |  |
|  |  |  |  |  |  |  |  |  |
|  |  |  |  |  |  |  |  |  |
|  |  |  |  |  |  |  |  |  |
|  |  |  |  |  |  |  |  |  |

|  |  |  |  |  |  |  |  |  |
|  |  |  |  |  |  |  |  |  |
|  |  |  |  |  |  |  |  |  |
|  |  |  |  |  |  |  |  |  |
|  |  |  |  |  |  |  |  |  |
|  |  |  |  |  |  |  |  |  |
|  |  |  |  |  |  |  |  |  |
|  |  |  |  |  |  |  |  |  |
|  |  |  |  |  |  |  |  |  |

|  |  |  |  |  |  |  |  |  |
|  |  |  |  |  |  |  |  |  |
|  |  |  |  |  |  |  |  |  |
|  |  |  |  |  |  |  |  |  |
|  |  |  |  |  |  |  |  |  |
|  |  |  |  |  |  |  |  |  |
|  |  |  |  |  |  |  |  |  |
|  |  |  |  |  |  |  |  |  |
|  |  |  |  |  |  |  |  |  |

흑에서 백이 흑 1의 자리에 먼저 두어 오궁도화로 만들기 전에 두 집을 내기 위해 백 2의 자리에 두지 않고 흑 1로 찔러넣을 수밖에 없다. 그러면 백 2로 두 점 모두 잡히게 되고, 어떻게든 두 집을 내기 위해서라면 흑 3으로 백 두 점을 되따낼 수밖에 없는데, 그 후 결국 백 4로 먹여치기를 시도하여 다시 흑 1로 두기 전의 모양으로 완전히 되돌아갔다. 이 수순이 끝없이 계속 반복된다면 판 전체가 결국 무승부로 끝나게 된다.

## 역사
1993년 9월 23일 혼인보전 대국에서 최초로 나타났다. 2009년 9월 14일 후지쯔배 세계 바둑 선수권 대회에서 두 번째로 나타났다. 2013년 6월 29일 한국바둑리그에서 세계적으로 세 번째이자 대한민국에서 최초로 나타났다.

## 같이 보기
- 삼패
- 순환패